# Arxidiòcesi de Toledo
L'arxidiòcesi de Toledo, a Espanya, és la diòcesi principal de la província eclesiàstica de Toledo, de la qual són sufragànies les diòcesis de Sigüenza-Guadalajara, Conca, Ciudad Real i Albacete. La seu de l'arxidiòcesi està situada a la Catedral de Santa Maria de Toledo, i la seva àrea s'estén per la província de Toledo i part de les de Càceres i Badajoz, a Extremadura. Al marge d'aquesta secció, l'àrea de la província eclesiàstica correspon pràcticament amb la comunitat autònoma de Castella-La Manxa, i el de l'arxidiòcesi a la província de Toledo.

## Història

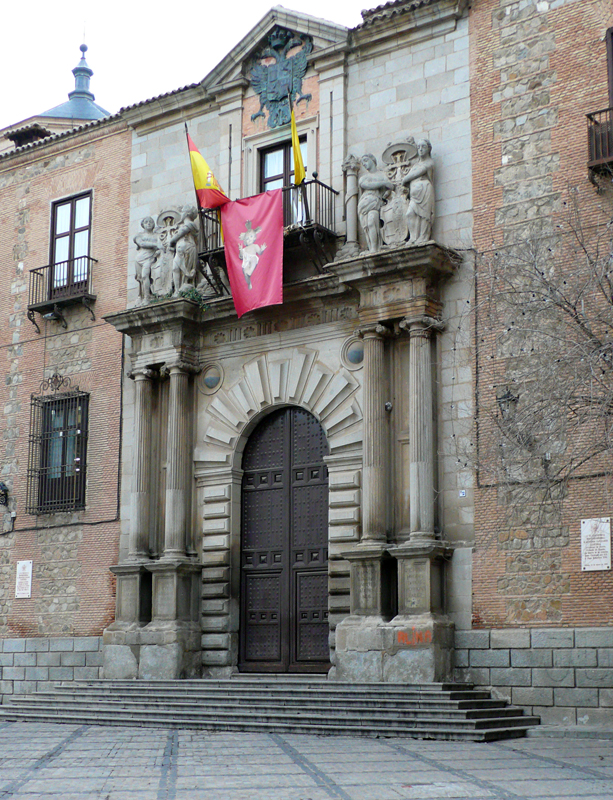
Palau Arquebisbal de Toledo

La presència del cristianisme a la ciutat de Toledo es remunta al segle i, si bé la religió no s'estengué fins a principis del segle iv, a l'època de la Persecució de Dioclecià.
Amb l'arribada dels visigots i, especialment, després de l'elecció de Toledo com a capital del regne, la diòcesi estén el seu domini dintre de la província cartaginesa. En haver quedat Cartagena, seu metropolitana de l'arxidiòcesi i capital provincial, el rei visigot Gundemar va promoure la celebració d'un sínode que es va desenvolupar a Toledo i que acordà que Toledo era la metròpoli de tota la província, arrabassant-li aquest títol a la seu de Cartagena, declaració a què donà suport el rei per decret el 23 d'octubre del 610.
Durant aquest període succeeixen els concilis toledans, del que destaca el III Concili de Toledo, en el qual Recared i la seva cort es converteixen al cristianisme.
Durant la dominació àrab, la ciutat de Toledo es converteix en un centre de manteniment de la religió catòlica, romanent l'arxidiòcesi amb la seva jerarquia anterior.
El Rei Alfons VI de Castella i els cristians reconquisten la ciutat de Toledo el 1085, retornant-li el seu antic poder a l'arxidiòcesi. El primer Arquebisbe d'aquesta nova etapa serà Bernardo de Sedirac, pertanyent a l'Orde de Cluny, que en aquella època s'estengué per Espanya. La seu episcopal participà activament a la Reconquesta, assumint el territori que es conquistava i encoratjant en el seu territori l'expansió dels ordes militars de Santiago, Calatrava i Alcántara. Durant aquest mateix període s'emprèn la construcció de l'actual Catedral de Santa Maria de Toledo, obres que s'estendran durant segles.
Finalitzada la conquesta, durant el regnat dels Reis Catòlics, arriba al lloc d'arquebisbe el Cardenal Francisco Jiménez de Cisneros, que inaugurà la Universitat d'Alcalá de Henares, territori aleshores pertanyent a l'arquebisbat toledà i participarà activament a la política del regne. Durant el regnat de Felip II la cort es trasllada a Madrid, si bé eclesiàsticament la ciutat segueix depenent de Toledo. Durant la resta de l'edat moderna la ciutat sofrirà un lent declivi. Encara que la diòcesi es manté durant més temps, a poc a poc va perdent pes davant altres més puixants.
Durant els dos últims segles l'arxidiòcesi sofreix diversos episodis complicats. Durant la Guerra de la Independència Espanyola la diòcesi es veurà saquejada, fugint l'arquebisbe a la ciutat de Sevilla. Posteriorment, amb les desamortizacions de Mendizábal i Madoz s'originà un conflicte entre el govern d'Espanya i el papat, quedant durant algun temps el lloc de l'arquebisbe vacant. Finalment, la Guerra Civil Espanyola suposarà la destrucció de bona part del patrimoni artístic de l'arquebisbat i la mort de 281 sacerdots.

## Arquebisbes de Toledo
Tradicionalment, s'ha considerat que el primer bisbe de Toledo és Sant Eugeni (69 – 96), però el primer documentat, almenys que s'esmenti en tots els catàlegs, és Pelagi (312-325), d'ençà que es conserva una llista d'arquebisbes de Toledo continuada fins als nostres dies. Els últims arquebisbes toledans han estat:
- 1886 - 1891: Miquel Payà i Rico
- 1892 - 1898: Antolín Monescillo y Viso
- 1898 - 1909: Ciriaco María Sancha i Hervás
- 1909 - 1913: Gregorio Aguirre García
- 1913 - 1920: Victoriano Guisasola y Menéndez
- 1920 - 1921: Enrique Almaraz y Santos
- 1922 - 1927: Enric Reig i Casanova
- 1927 - 1931: Pedro Segura y Sáenz
- 1933 - 1940: Isidre Gomà i Tomàs
- 1941 - 1968 : Enric Pla i Deniel
- 1969 - 1972: Vicent Enrique i Tarancón
- 1972 - 1995: Marcelo González Martín
- 1995 - 2002: Francisco Álvarez Martínez
- 2002 - 2008: Antonio Cañizares Llovera
- des del 2009: Braulio Rodríguez Plaza